# IV Всеросійський з'їзд Рад
IV Всеросійський з'їзд Рад (Четвертий надзвичайний з'їзд Рад робітничих, солдатських, селянських і козацьких депутатів) відбувся 14—16 березня 1918 у Москві.

## Перебіг
На з'їзді, за даними мандатної комісії, опублікованими у «Відомостях ВЦВК» 17 березня 1918 року, були присутніми з правом вирішального голосу 1204 делегати: більшовиків 795, «лівих» есерів 284, анархістів 14, українських есерів 3, максималістів 24, есерів центру 29, меншовиків-інтернаціоналістів 11, меншовиків-об'єднанців 6, меншовиків 21, безпартійних 17.
Найважливішим пунктом порядку денного стало питання щодо ратифікації Брестської мирної угоди з державами Четверного союзу. Більшістю у 724 голосів проти 276 й за 118 тих, хто утримався, з'їзд 15 березня затвердив написану Леніним і запропоновану більшовицькою фракцією резолюцію про ратифікацію Брестської мирної угоди.
Питання про перенесення столиці до Москви постав перед радянським урядом наприкінці лютого 1918 року у зв'язку з німецьким наступом 18 (5) лютого, що поставив під загрозу найближчі підступи до Петрограда. Відповідно до постанови ВЦВК всі урядові заклади 8-12 березня 1918 року переїхали з Петрограда до Москви. Надзвичайний з'їзд Рад своєю резолюцією санкціонував таке рішення уряду.
Тим не менше, Москва залишилась столицею РРФСР (а згодом — СРСР та Росії) й після завершення Першої світової та Громадянської війн.